# Jim Hannan
Jim Hannan (Jersey City, New Jersey; 7 de enero de 1940-9 de febrero de 2024) fue un beisbolista estadounidense que jugó diez temporadas con tres equipos en la MLB en la posición de pitcher.

## Carrera
A nivel universitario jugó para Notre Dame Fighting Irish, y después Hannan firma con los Boston Red Sox en 1961 un contrato de ligas menores. Luego de terminar con marca de 17–7 y liderar la New York–Penn League en ponches, sería seleccionado por los Washington Senators en el draft de expansión. En 1968 tendría su mejor temporada, con Washington Hannan tuvo un récord de 10–6 con efectividad de 3.01 en 25 partidos, aunque su equipo terminó en último lugar de su división con 96 derrotas.
Luego de finalizar la temporada de 1970, los Senators cambian a Hannan, junto al lanzador derecho Joe Coleman, el shortstop Ed Brinkman y el tercera base Aurelio Rodríguez a los Detroit Tigers por el lanzador Denny McLain, Don Wert, Elliott Maddox y Norm McRae. Hannan solo jugó siete partidos en 1971 y utilizado principalmente como relevo intermedio, antes de ser cambiado a los Milwaukee Brewers el 11 de mayo por John Gelnar y José Herrera. Terminaría su carrera con 21 apariciones, 20 como relevista con Milwaukee.
Durante su carrera Hannan jugó 276 partidos, de los cuales 101 estuvo como abridor. Su récord de por vida fue de 41–48 con efectividad de 3.88, permitió 807 hits y 408 bases por bola en 822 innings. Ponchó a 438, lanzó nueve juegos completos, cuatro blanqueadas y siete salvamentos.

## Tras el retiro
En 1982 Hannan fue cofundador de la Major League Baseball Players Alumni Association (MLBPAA), de la cual fue su primer presidente hasta 1986.